# Македонский национальный костюм

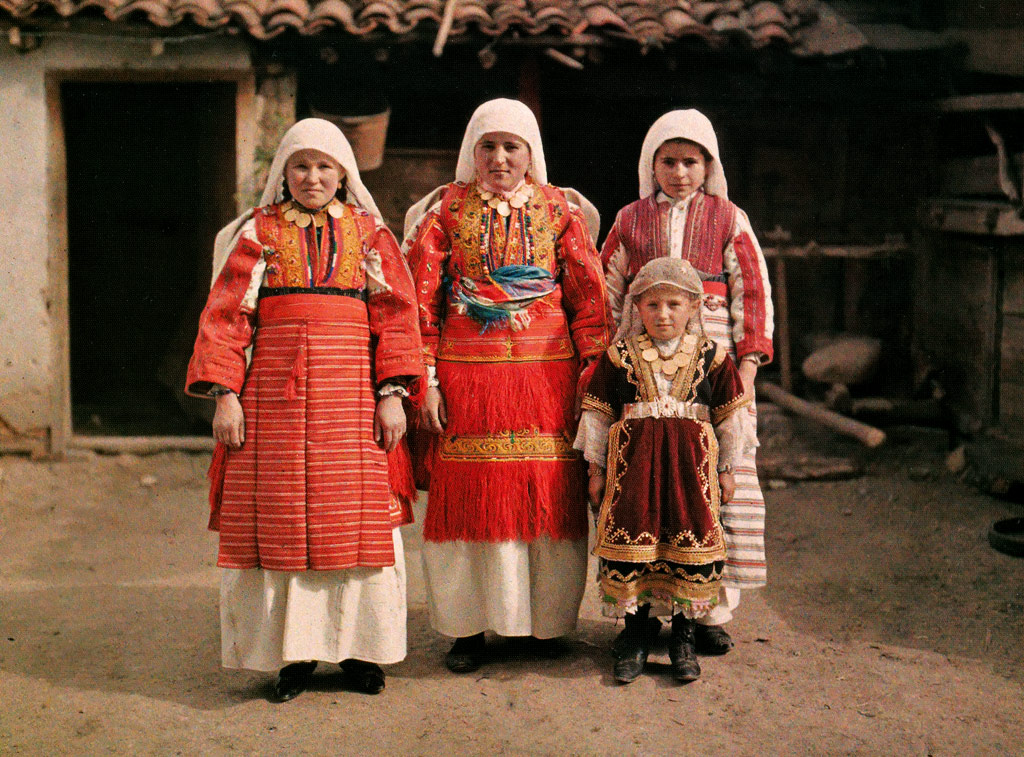
Женщины в народных костюмах. Смилево, 1913

Македонский национальный костюм (макед. македонска народна носија) — традиционный комплекс одежды, обуви и аксессуаров македонцев, сложившийся на протяжении веков. Имеет выраженные локальные особенности. Старинные формы народной одежды у македонцев, особенно в западной части Северной Македонии, сохранились лучше, чем у других южнославянских народов.

### Женский костюм

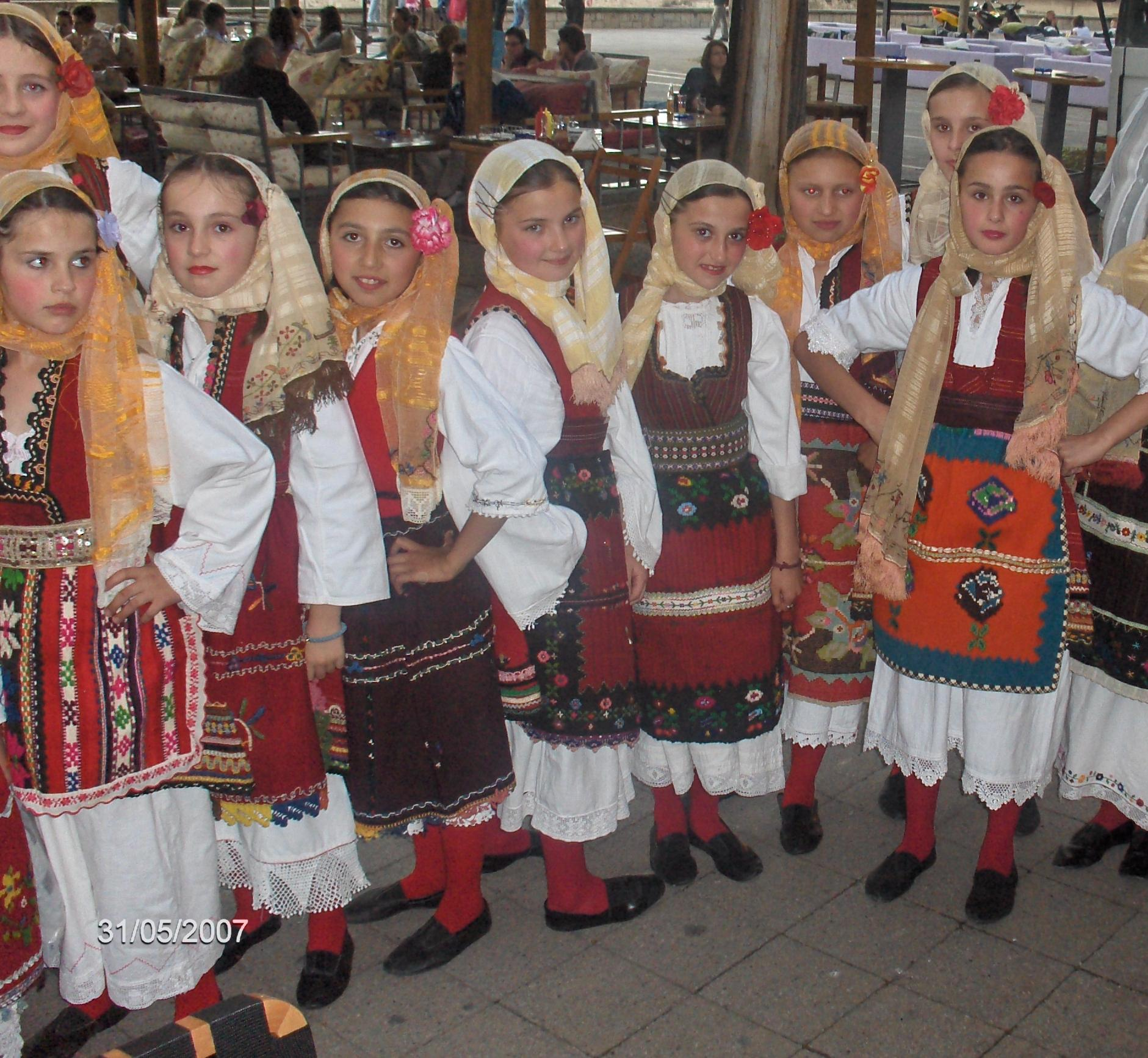
Девочки в традиционных костюмах, 2007 год

Основу женского костюма составляет длинная рубаха (макед. кошуља, риза) туникообразного покроя. В районе Полог она узкая, в районах Скопье и Куманова очень широкая, с клиньями. Воротник рубахи — стойка. Цвет вышивки на рубахе — как правило, красных тонов, а в районе Скопье и Куманова — чёрных и тёмно-синих.
Поверх рубахи македонки надевают полудлинную или короткую распашную суконную одежду с клиньями по бокам, которая называется сая, гунъа с короткими рукавами или клашник без рукавов.

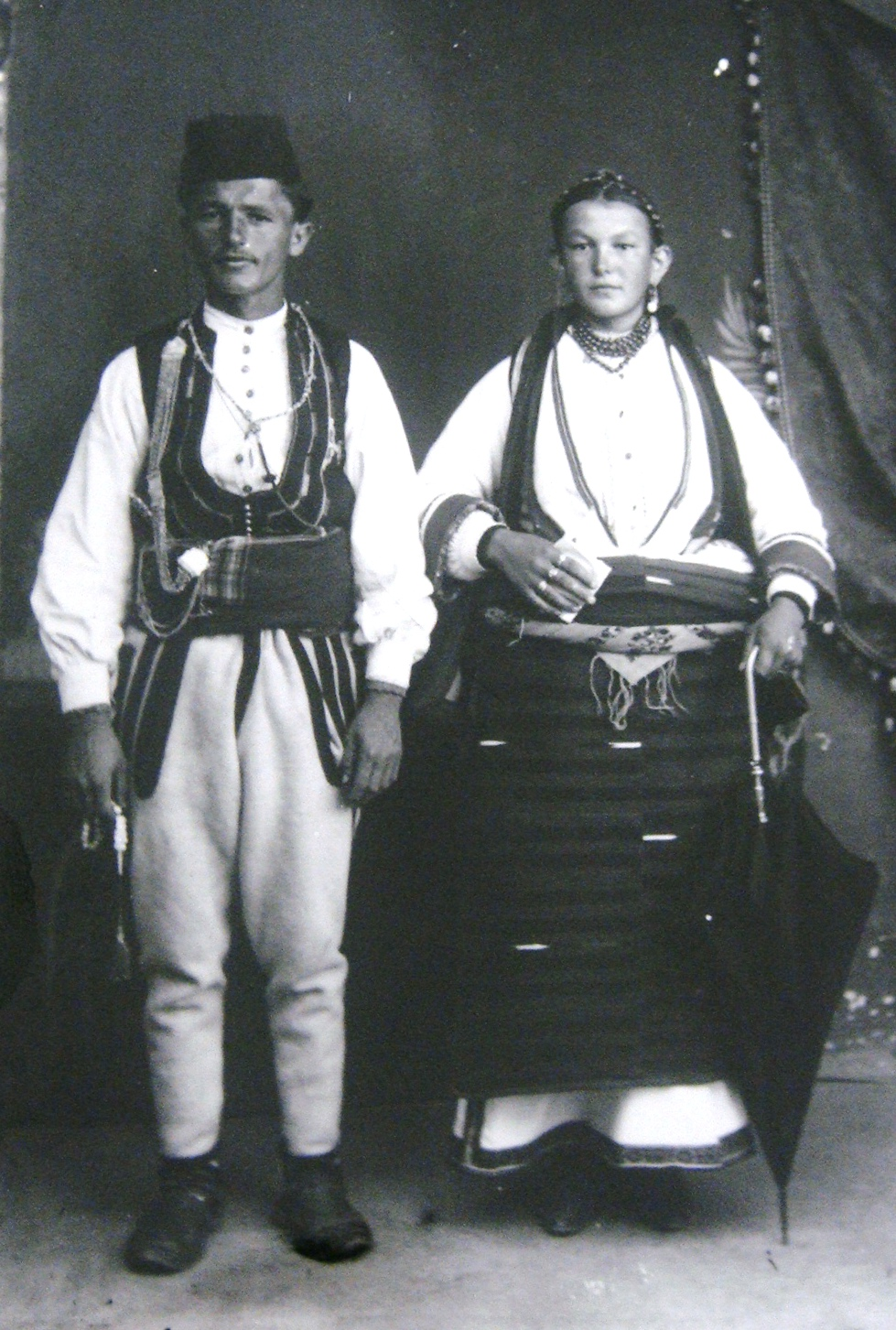
Молодожёны из Демир-Хисара в национальных костюмах, 1916 год

Жилет (макед. елек) носят не везде. Обязательной принадлежностью был яркий расшитый фартук. Костюм подвязывался тканым шерстяным кушаком (поясом). Головным убором выступал платок, как правило, свободно набрасываемый на голову. Под платок часто надевали круглую шапочку (фес). На ноги женщины надевают опинки (макед. опинци) из сыромятной кожи и цветные шерстяные чулки.

### Мужской костюм
Мужская одежда македонцев, как правило, была белой, но постепенно стала популярна чёрная одежда. Македонцы носили белую рубаху (макед. кошула, кошуља), вышитую по вороту и на рукавах, поверх неё надевали белый суконный кафтан (макед. долама), позднее вместо него стали носить более короткий джемадан.
Штаны в разных районах имели различный крой, а позднее стали различаться и по цвету: в Битольском, Дебрском и Скопско-Кумановском районах носили длинные и узкие штаны чёрного или белого цвета, у мияков — белые свободные, а в Гевгели — чёрные, широкого кроя.
В середине XX века традиционный костюм в упрощенной форме оставался ещё широко распространён в сельской местности.